# Agnes von Hohenlohe
Agnes von Hohenlohe (* vor 1295; † 29. November 1346) war Tochter von Kraft I. von Hohenlohe.

## Familie
Agnes heiratete 1310 Ulrich II., Herr von Hanau. Aus der Ehe sind zehn Kinder bekannt. Die Reihenfolge der Söhne ergibt sich aus Urkunden. Die Geburtsjahre der Töchter sind unklar. Die Söhne sind deshalb vorangestellt:
1. Ulrich III. (* 1310; † 1369/70)
2. Reinhard, Domkustos in Mainz
3. Kraft († 1382), Domherr in Köln, Mainz, Würzburg und Worms
4. Ludwig († nach 1386), Erzdiakon in Würzburg
5. Gottfried († nach 1372), Komtur des Deutschen Ordens
6. Konrad († 1383 [ermordet]), Fürstabt von Fulda
7. Elisabeth († nach 1365), verheiratet mit Philipp V. von Falkenstein
8. Adelheid († nach 1378), verheiratet mit Heinrich II. von Isenburg
9. Agnes († nach 1347), Nonne im Kloster Patershausen
10. Irmengard († nach 1348), Nonne im Kloster Gerlachsheim, erwähnt zwischen 1343 und 1347.